# Niaster
Niaster est un hameau de la commune d'Aywaille dans la province de Liège en Région wallonne (Belgique).
Avant la fusion des communes, Niaster faisait déjà partie de la commune d'Aywaille.

## Situation et description
Cette petite localité se situe au sud-est d'Aywaille près du hameau de Stoqueu. Elle se trouve à la limite de l'Ardenne et de la Calestienne. On peut y voir le chantoir de Niaster et l'ancienne carrière de grès de Niaster, classé site de grand intérêt biologique de Wallonie occupé par plusieurs pièces d'eau (dont le Lac Vert) et intéressant du point de vue herpétologique et botanique.
Le hameau compte une petite vingtaine de maisons s'échelonnant le long de la côte de Niaster.

## Côte de Niaster
Prenant cours sur le pont franchissant le ruisseau du Fond de Harzé près du carrefour avec la N.30 Liège - Bastogne (altitude de 161 m), la côte de Niaster a une longueur de 1 800 m et s'élève à l'altitude de 300 m. La pente moyenne est de 7,7 %. Cette côte est régulièrement empruntée lors des courses cyclistes comme l'Eneco Tour.